# Into the twilight
Into the twilight is een compositie van Arnold Bax.
Het is samen met In the faëry hills en Roscatha een van de drie werken die Bax schreef onder de verzamelingnaam Eire (Ierland, het land waar Bax verknocht aan was). Het was in opzet het muzikaal voorwoord, maar kreeg een andere titel. Het was trouwens geen “nieuwe” muziek van Bax, het was een van de restanten van wat ooit zijn opera Deirdre had moeten worden, maar waar hij al snel van af zag. Ook zijn er citaten uit zijn eerdere werk Cathaleen-ni-Hoolihan in verwerkt. Het symfonisch gedicht wordt in het manuscript voorafgegaan door de tekst van het gedicht Into the twilight van William Butler Yeats. Tijdens het leven van Bax, was het werk maar een keer te horen, onder leiding van Thomas Beecham.
Orkestratie:
- 3 dwarsfluiten, 2 hobo’s,  1 althobo, 3 klarinetten,  1 basklarinet, 2 fagotten, 1 contrafagot
- 4 hoorns,  geen trompetten, 4 trombones (IV eventueel tuba)
- pauken, percussie, celesta, 2 harp
- violen, altviolen, celli, contrabassen

In 2017 zijn er drie uitvoeringen van het werk te koop:
- Opname Chandos: Bryden Thomson gaf leiding aan het Ulster Orchestra in een opname uit 1985
- Opname Naxos: David Lloyd-Jones gaf leiding aan het Royal Scottish National Orchestra in een opname uit circa 2002
- Opname Chandos: Vernon Handley gaf leiding aan het BBC Philharmonic uit december 2006